# Cottage Grove (Tennessee)
Cottage Grove és una població dels Estats Units a l'estat de Tennessee. Segons el cens del 2000 tenia 97 habitants.

## Demografia
Segons el cens del 2000, Cottage Grove tenia 97 habitants, 41 habitatges, i 30 famílies. La densitat de població era de 197,1 habitants/km².
Dels 41 habitatges en un 29,3% hi vivien nens de menys de 18 anys, en un 58,5% hi vivien parelles casades, en un 14,6% dones solteres, i en un 26,8% no eren unitats familiars. En el 24,4% dels habitatges hi vivien persones soles el 9,8% de les quals corresponia a persones de 65 anys o més que vivien soles. El nombre mitjà de persones vivint en cada habitatge era de 2,37 i el nombre mitjà de persones que vivien en cada família era de 2,8.
Per edats la població es repartia de la següent manera: un 22,7% tenia menys de 18 anys, un 9,3% entre 18 i 24, un 37,1% entre 25 i 44, un 18,6% de 45 a 60 i un 12,4% 65 anys o més.
L'edat mediana era de 34 anys. Per cada 100 dones de 18 o més anys hi havia 82,9 homes.
La renda mediana per habitatge era de 25.000 $ i la renda mediana per família de 28.750 $. Els homes tenien una renda mediana de 31.250 $ mentre que les dones 24.375 $. La renda per capita de la població era de 13.608 $. Entorn del 21,9% de les famílies i el 19,4% de la població estaven per davall del llindar de pobresa.

## Poblacions més properes
El següent diagrama mostra les poblacions més properes.